# Ann Robinson
Ann Robinson (ur. 25 maja 1929 w Los Angeles) – amerykańska aktorka i filmowa i telewizyjna; a także kaskaderka.
Aktorka znana z głównej roli w klasycznym filmie science fiction z 1953 pt. Wojna światów opartym na powieści Herberta George’a Wellsa. Ponad pół wieku później zagrałą epizodyczną rolę  (jako babcia głównej bohaterki) w kolejnej adaptacji tej powieści, zrealizowanej przez Stevena Spielberga w 2005.
Od 3. roku życia uczyła się jeździć konno. Zaowocowało to pracą kaskadera w kilku westernach z przełomu lat 40. i 50. XX w.

## Filmografia
Filmy:
- Abbott i Costello w Legii Cudzoziemskiej (1950) jako dziewczyna w stroju kąpielowym w mirażu
- Przeklęci nie płaczą (1950) jako dziewczyna przy basenie
- Miasto pod wodą (1953) jako dziewczyna w barze
- Wojna światów (1953) jako Sylvia van Buren
- Narodziny gwiazdy (1954) jako hostessa na premierze
- Julie (1956) jako Valerie
- Zwierciadło życia (1959) jako tancerka rewiowa
- Wojna światów (2005) jako babcia Rachel

Seriale TV:
- Cheyenne (1955-63) jako Joan Carter/Paula Copeland (gościnnie; 1955 i 1957)
- Alfred Hitchcock przedstawia (1955-62) jako Helen Cox (gościnnie, 1961)
- Peter Gunn (1958-61) jako Joanna Cochrane (gościnnie, 1961)
- Perry Mason (1957-66) jako Vivian Page (gościnnie, 1960)
- Wojna światów (1988-90) jako Sylvia van Buren
- Adam-12 (1990-91) jako Valerie Rose (gościnnie, 1990)